# West-Athene
West-Athene (Grieks: Δυτικού Τομέα Αθηνών) is een periferie-district (perifereiaki enotita) in de Griekse regio Attica. West-Athene had 489.675 inwoners (2011).
Het periferie-district beslaat het west-centrale deel van de agglomeratie Athene.

## Plaatsen[2]
| Plaats          | Hoofdplaats (vroeger) | Postcode    | Gemeente                 | Huidige hoofdplaats |
| --------------- | --------------------- | ----------- | ------------------------ | ------------------- |
| Agia Varvara    | Agia Varvara          | 123 51      | Agia Varvara             | Agia Varvara        |
| Agioi Anargyroi | Agioi Anargyroi       | 135 61 + 62 | Agioi Anargyroi-Kamatero | Agioi Anargyroi     |
| Aigaleo         | Aigaleo               | 122 41 - 43 | Aigaleo                  | Aigaleo             |
| Chaïdari        | Chaïdari              | 124 61 + 62 | Chaïdari                 | Chaïdari            |
| Ilion           | Nea Liosia            | 131 21 - 23 | Ilion (Nea Liosia)       | Ilion               |
| Kamatero        | Kamatero              | 134 51      | Agioi Anargyroi-Kamatero | Agioi Anargyroi     |
| Peristeri       | Peristeri             | 121 31 - 37 | Peristeri                | Peristeri           |
| Petroupoli      | Petroupoli            | 132 31      | Petroupoli               | Petroupoli          |